# Хросьно (Лодзинське воєводство)
Хросьно (пол. Chrośno) — село в Польщі, у гміні Александрув-Лодзький Зґерського повіту Лодзинського воєводства.
Населення — 112 осіб (2011).

## Демографія
Демографічна структура станом на 31 березня 2011 року:
|          | Загалом | Допрацездатний вік | Працездатний вік | Постпрацездатний вік |
| -------- | ------- | ------------------ | ---------------- | -------------------- |
| Чоловіки | 55      | 11                 | 37               | 7                    |
| Жінки    | 57      | 15                 | 27               | 15                   |
| Разом    | 112     | 26                 | 64               | 22                   |